# Микелиани
Микелиани (груз. მიქელიანი) — село в Грузии, на территории Душетского муниципалитета края (мхаре) Мцхета-Мтианети.

## География
Село находится в северо-восточной части Грузии, к западу от реки Нареквави, на расстоянии приблизительно 9 километров (по прямой) к западу от города Душети, административного центра муниципалитета. Абсолютная высота — 1004 метра над уровнем моря.

## Население
По результатам официальной переписи населения 2014 года в Микелиани проживало 60 человек (34 мужчины и 26 женщин). В национальном составе грузины составляли 98,3 %.
| Год  | Население, человек |
| ---- | ------------------ |
| 2002 | 75                 |
| 2014 | ↘ 60               |